# Yana De Leeuw
Yana De Leeuw (Deurne, 6 september 1990) is een Belgische volleybalster. Ze speelt als setter.

## Levensloop
De Leeuw begon haar volleybalcarrière bij Sveka Schoten. Vervolgens was ze actief bij Amigos Zoersel en VC Zandhoven. In 2008 ging ze aan de slag bij Asterix Kieldrecht, met deze club behaalde ze in seizoen 2009-'10 de triple (landskampioen, bekerwinnaar en de Supercup) en bereikte ze de finale van de Chalenge Cup. Deze werd helaas verloren met 3-1 van het Duitse Dresdner SC. In 2010 maakte ze vervolgens de overstap naar Hermes Oostende. In 2011 werd ze een periode inactief in het competitievolleybal. Vanaf 2013 nam ze opnieuw de draad op bij Oostende, alwaar ze vanaf 2014 kapitein werd.
Vanaf 2016-'17 kwam De Leeuw uit voor Optima Lendelede en in 2018 sloot ze aan bij Asterix Beveren, waarmee ze haar tweede landstitel en Supercup won. Een seizoen later keerde ze evenwel terug naar B&WC Lendelede. Nadat bekend werd dat Lendelede haar Liga A-ploeg zou stopzetten in seizoen 2020-'21 sloot De Leeuw opnieuw aan bij Hermes Oostende. Bij deze club bleef ze actief tot 2023, vervolgens maakte ze mee de overstap naar BEVO Roeselare.
Daarnaast was De Leeuw actief bij het Belgisch volleybalteam. In 2007 debuteerde ze in de nationale volleybalploeg, waarmee ze onder meer deelnaam aan het Europees kampioenschap van 2009. Ook maakte ze deel uit van de Yellow Tigers die vijfde eindigde op de Europese Spelen van 2015 in Bakoe. Daarnaast is De Leeuw actief in het beachvolleybal. In 2011 behaalde ze samen met Maud Catry brons op het Belgisch kampioenschap.
De Leeuw is de partner van Matthijs Verhanneman, eveneens actief in het volleybal.

## Palmares

### Volleybal
Asterix Kieldrecht
- 2010: Kampioen van België
- 2010: Beker van België
- 2010: Belgische Supercup

Nationaal team
- 2015 - 5e Europese Spelen

### Beachvolley
- 2011 -  BK Beachvolley (teamgenote: Maud Catry)